# Petrit Murzaku
Petrit Avram Murzaku (Tirana, 14 gennaio 1932 – 2 dicembre 2020) è stato un cestista e pallavolista albanese.

## Carriera
Con l'Albania ha disputato i Campionati europei del 1957.